# キャロル・ボーダマン

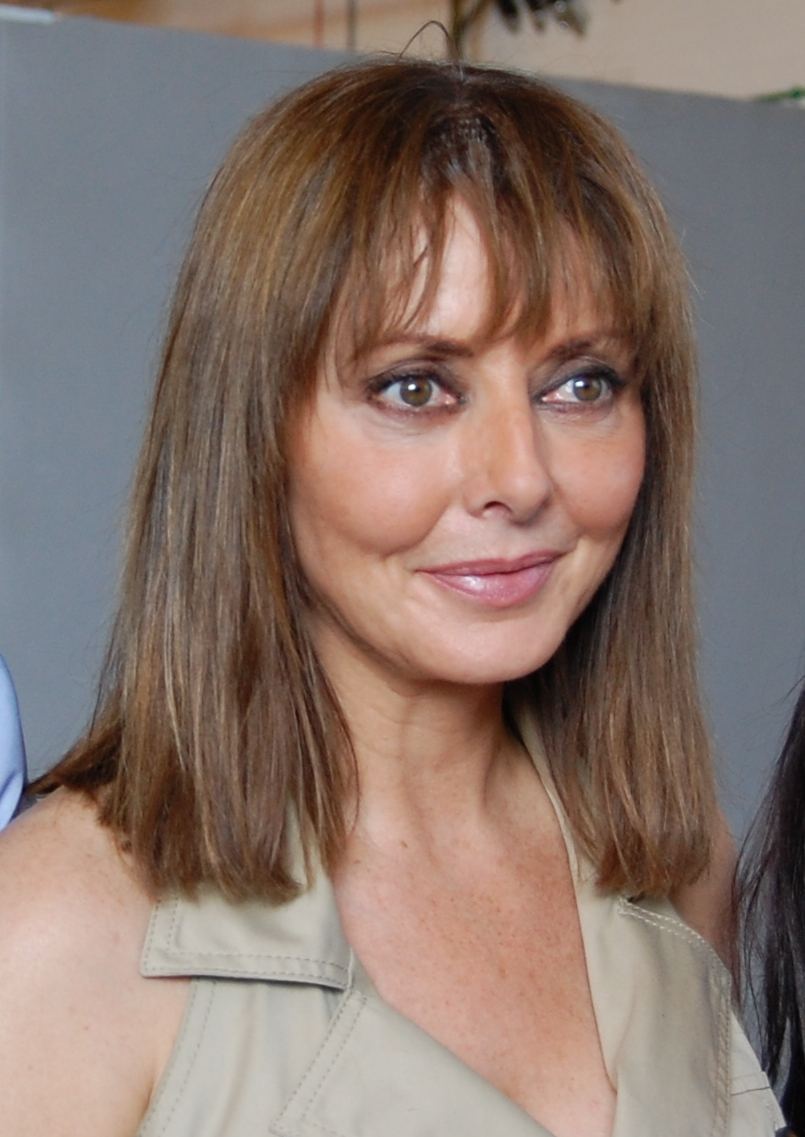
キャロル・ボーダマン

キャロル・ジーン・ボーダマン（Carol Jean Vorderman MBE, 1960年12月24日 - ）は、イギリスのタレント。再婚前の姓はマサー。
イングランド中部のベッドフォードに、オランダ人の父とウェールズ人の母の間に生まれた。イギリスのテレビ番組でのパーソナリティーとして、また作家として活躍しているが、彼女はチャンネル4のクイズ番組「カウントダウン」のアシスタントとして有名である。その番組内では、彼女の美貌もさることながら、正確で高速な計算能力でユニークな存在となっている（彼女のIQは154）。番組の成功もあいまって年収は200万ポンドに達し、イギリスでもっとも稼ぐ女性の一人である。
北ウェールズのリルで育ち、ケンブリッジ大学のシドニー・サセックス・カレッジで、工学を専攻した後、第3等級で学士を取得した（ちなみに、偶然にも第3等級のことをイギリスの学生の間では「ボーダマンズ」と呼ぶ）。大学では「ナインズ・クラブ」（毎年学年で3位を獲得した学生の集まり。3+3+3=9にかけている。）のメンバーであった。2000年6月に大英帝国五等勲爵士に選ばれた。「カウントダウン」で有名になったあと、さまざまな番組に出るようになったが、品行に問題があるとする声もある。年齢の割に上品さがないと批判する者もおり、2000年の英国映画テレビ芸術協会賞授賞式の際、大胆なドレスが批判の的となった。洗剤の「アリエール」のコマーシャルに出演したため、BBC「トゥモローズ・ワールド」の出演が打ち切りになったりもした。
かつては、ラジオDJのリズ・カーショウと共に「Dawn Chorus and the Blue Tits」というグループで歌っていた。
彼女の著作には、デトックス・ダイエットや、数独に関する本がある。